# Championnats du monde de paratriathlon 2022
Navigation
Édition précédente Édition suivante
Les championnats du monde de paratriathlon 2022 se déroulent du 24 au 26 novembre 2022 à Abou Dabi (Émirats arabes unis). La rencontre mondiale est intégrée au programme des séries mondiales de triathlon (WTSC). Les paratriathlètes s'affrontent sur la distance sprint (750 m de natation, 20 km de vélo et 10 km de course à pied) selon une catégorisation spécifique à leurs handicaps. Chaque catégorie décernant le titre de champion du monde de paratriathlon correspondant après une épreuve mixte et un classement différencié des paratriathlètes féminins et masculins. Pour la première fois, une épreuve en relais mixte est introduite dans sous la forme d'un événement exceptionnel.

## Palmarès
| Médaille           | PTWC                  | PTS2           | PTS3               | PTS4                 | PTS5          | PTVI                 |
| ------------------ | --------------------- | -------------- | ------------------ | -------------------- | ------------- | -------------------- |
| Médaille d'or      | Jetze Plat H2         | Jules Ribstein | Daniel Molina      | Alexis Hanquinquant  | Stefan Daniel | Dave Ellis B3        |
| Médaille d'argent  | Florian Brungraber H2 | Lionel Morales | Nico Van Der Burgt | Pierre-Antoine Baele | Martin Schulz | Thibaut Rigaudeau B2 |
| Médaille de bronze | Geert Schipper H2     | Wim De Paepe   | Max Gelhaar        | Jeremy Peacock       | Chris Hammer  | Antoine Perel B1     |

| Médaille           | PTWC                | PTS2              | PTS3          | PTS4                 | PTS5             | PTVI                    |
| ------------------ | ------------------- | ----------------- | ------------- | -------------------- | ---------------- | ----------------------- |
| Médaille d'or      | Lauren Parker H1    | Hailey Danz       | Élise Marc    | Andrea Miguelez Ranz | Grace Norman     | Susana Rodríguez        |
| Médaille d'argent  | Kendall Gretsch H2  | Melissa Stockwell | Sanne Koopman | Kelly Elmlinger      | Claire Cashmore  | Francesca Tarantello B3 |
| Médaille de bronze | Jessica Ferreira H1 | Anu Francis       |               | Marta Francés Gómez  | Kamylle Frenette | Alison Peasgood         |